# Darwin Mountains
Darwin Mountains är ett berg i Antarktis. Det ligger i Östantarktis. Australien gör anspråk på området. Toppen på Darwin Mountains är 1 900 meter över havet.
Terrängen runt Darwin Mountains är kuperad åt nordväst, men åt sydost är den bergig. Trakten är obefolkad. Det finns inga samhällen i närheten. 